# HD168287
HD168287 — хімічно пекулярна зоря спектрального класу A2, що має видиму зоряну величину в смузі V приблизно  6,7.
Вона  розташована на відстані близько 223,9 світлових років від Сонця.

## Пекулярний хімічний склад
Зоряна атмосфера HD168287 має підвищений вміст 
Sr
.